# Edgar Baes
Pour les articles homonymes, voir Baes.
 (janvier 2013).
Si vous disposez d'ouvrages ou d'articles de référence ou si vous connaissez des sites web de qualité traitant du thème abordé ici, merci de compléter l'article en donnant les références utiles à sa vérifiabilité et en les liant à la section « Notes et références ».
Edgar Alfred Baes, né à Ostende le 24 juin 1837 et mort à Ixelles le 12 février 1909, est un artiste peintre, graveur, critique d'art et historien de l'art belge.

## Biographie
Edgar Baes a été membre fondateur en 1883 du Cercle des Aquarellistes et des Aquafortistes belges.
Son jeune frère né en 1839, Lionel, était également peintre.